# Gâteau patate

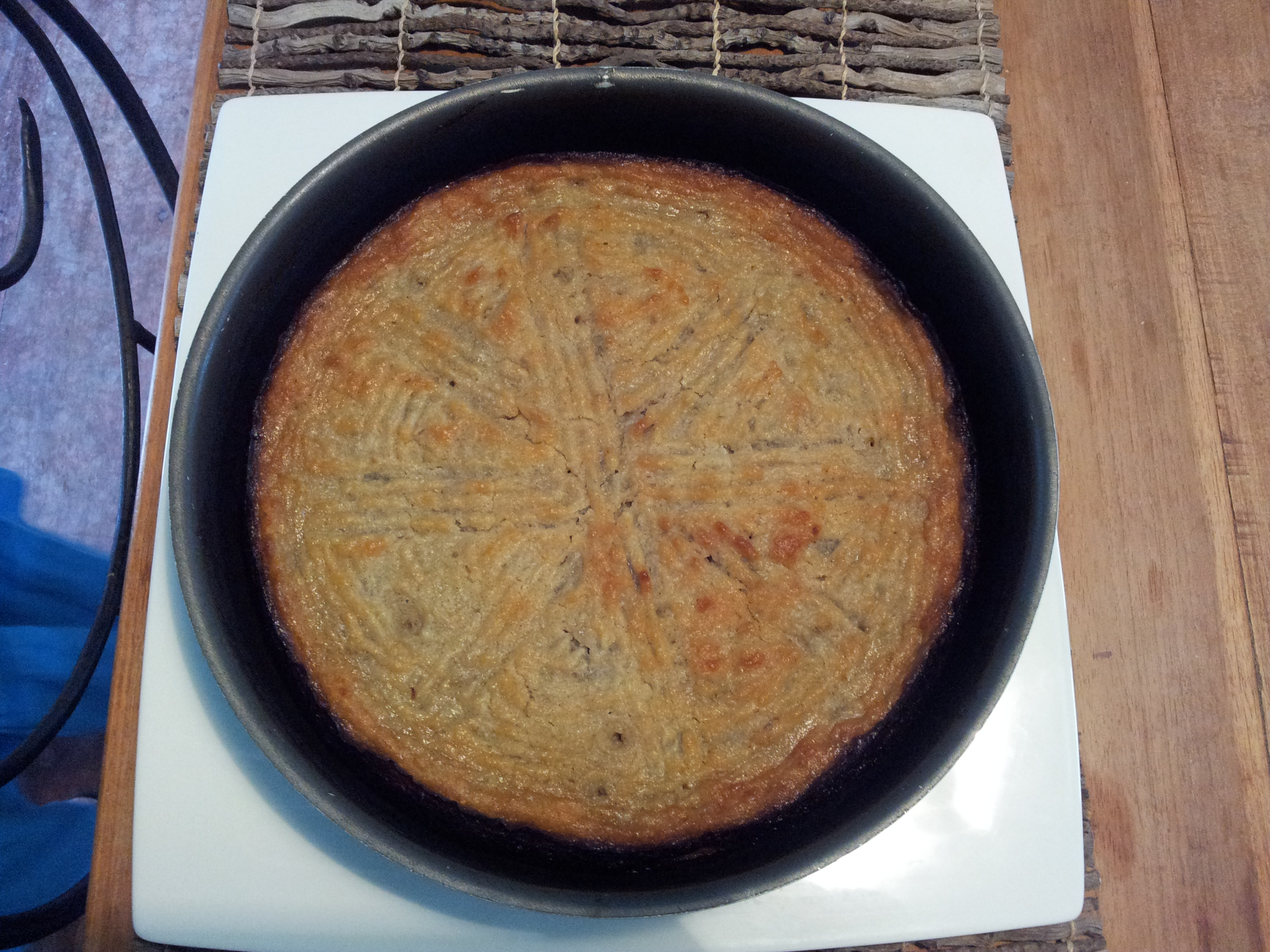
Gâteau patate.

El gâteau patate douce («pastel de patata dulce») es un pastel elaborado con batata (también llamado camote o boniato) que se consume en las islas de La Reunión, Mauricio y las Antillas francesas. Los ingredientes básicos necesarios son batatas, mantequilla , huevos, vainas de vainilla y, a veces, se aromatiza con ron o anís. Comúnmente incorpora leche también, por lo que no es indicado para intolerantes a la lactosa.
Se puede comer como postre frío o caliente. Aunque sí se recomienda dejar enfriar en la nevera, para que el pastel obtenga una textura firme.